# Southern General Hospital
Southern General Hospital (SGH) er et stort universitetshospital med akutfaciliteter på omkring 900 senge. Hospitalet ligger i bydelen Linthouse i den sydvestlige del af Glasgow, Skotland, Storbritannien og giver en bred vifte af akutte og relaterede kliniske ydelser. Hospitalet blev grundlagt i 1872. Det er knyttet til Glasgow Caledonian University.